# Batalla de Tordesillas
La batalla de Tordesillas fue un combate armado librado durante la guerra de las Comunidades de Castilla que enfrentó el 5 de diciembre de 1520, en la localidad vallisoletana de Tordesillas —sede de los rebeldes—, a la guarnición comunera de la villa y a las fuerzas realistas comandadas por el conde de Haro. 
A finales de noviembre el ejército de la Santa Junta con Pedro Girón y Velasco a la cabeza había avanzado hacia Medina de Rioseco, estableciendo su cuartel general en la localidad de Villabrágima, a tan solo una legua del ejército real. Este, compuesto fundamentalmente de contingentes aportados y comandados por la nobleza, se limitó mientras tanto a ocupar pueblos para evitar el avance y cortar las líneas de comunicación.
La situación se mantuvo hasta el 2 de diciembre, cuando el ejército rebelde abandonó Villabrágima para  dirigirse a Villalpando. Con este movimiento la ruta hacia Tordesillas —sede de la Junta y residencia de la reina Juana la Loca— quedó desprotegida, así que el ejército real aprovechó la ocasión y el 4 de diciembre se puso en marcha. Al día siguiente atacó la ciudad y tras un largo y duro combate con la guarnición defensiva, pudo apoderarse de ella. 
En el plano político, la toma de Tordesillas supuso una importante derrota para los comuneros, que perdieron a la reina Juana, y con ella, sus esperanzas de que atendiera sus pretensiones. Además, muchos de los procuradores fueron apresados, y los que no, habían huido. En el plano militar, las airadas críticas hacia el general en jefe Pedro Girón por el movimiento de las tropas le obligaron a dimitir de su puesto y apartarse del conflicto, lo que a su vez produjo importantes deserciones en el grueso de las tropas comuneras. 
Los nobles, por otro lado, no aprovecharon la victoria. Profundamente divididos, con escaso numerario, y temiendo represalias de los comuneros dentro de sus feudos, se limitaron a establecer guarniciones en algunos lugares estratégicos, tras lo cual licenciaron la mayor parte las tropas y regresaron a sus dominios.

## Preludio

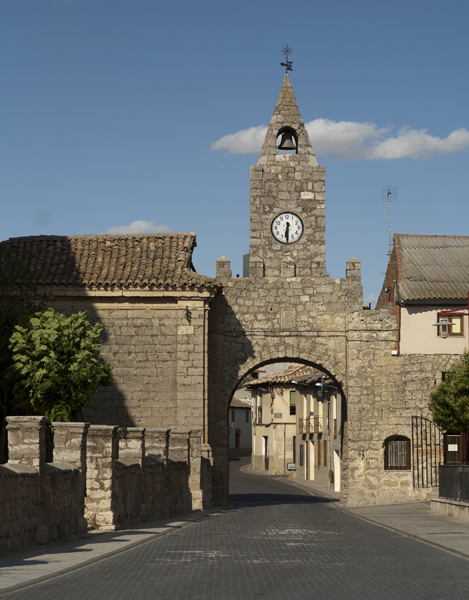
Muralla de Villabrágima, localidad ocupada por Pedro Girón a finales de noviembre.

A finales de noviembre de 1520 el capitán general de la Santa Junta, Pedro Girón y Velasco, movilizó el grueso de su ejército hacia Villabrágima, al mismo tiempo que otros destacamentos menores ocupaban Villafrechós, al norte, Tordehumos, al sudoeste y Villagarcía de Campos y Urueña, al sur. De esta manera la distancia entre las tropas de los señores, agrupadas en Medina de Rioseco, se acortó a una legua y las hostilidades parecían inevitables. Sin embargo, los nobles comandados por el conde de Haro rechazaron tomar la iniciativa. Tan solo se limitaron a impedir el avance del enemigo y cortar sus líneas de comunicación ocupando pueblos como Mota del Marqués, San Pedro de Latarce, Castromonte o Torrelobatón.
Lo que ocurría en realidad era que el bando realista estaba profundamente dividido por la conducta a seguir. Por un lado, el regente Adriano y sus colaboradores insistían en que se debía llevar a cabo un ataque rápido y fulminante contra los comuneros; estaban convencidos de que sus tropas eran muy superiores a las de los rebeldes. Los nobles, por otro lado, veían esta postura muy arriesgada por cuanto el enemigo se hallaba sólidamente atrincherado en Villabrágima y porque, además, los viñedos de la orilla izquierda del río Sequillo constituían un terreno intransitable para la caballería, en la que se basaban fundamentalmente sus fuerzas, pero uno perfecto para la infantería de los rebeldes.
No obstante, en este problema también estaban en juego sus intereses partículares. Sobre todo, los señores temían provocar una mayor reacción antiseñorial en sus dominios si se enfrentaban abiertamente a los comuneros. Igual de reveladoras resultan las declaraciones del almirante Fadrique Enríquez de Velasco —desde septiembre virrey de Castilla junto con Adriano y el condestable—, que rechazaba la idea de combatir en su propio feudo, en sus ribazos y la llanura del Rioseco.
Con el paso de los días los enfrentamientos verbales entre ambas partes se volvieron particularmente duros. El conde de Benavente llegó, incluso, a burlarse de los intelectuales, de los dirigentes que pretendían dar lecciones de estrategia:

Dixo que si pusiessen un dotor y vn licenciado atado a cada vandera de quantas avian de pelear, quél sería de boto que se diese la batalla, y no de otra manera.
Carta de Hernando de la Vega al condestable, fechada el 1 de diciembre de 1520.

Igual de perturbado se sintió el resto de los nobles:

Desde que vino el Señor conde de haro hasta oy [1 de diciembre] se ha hablado y disputado en si se debía dar la batalla o poner guarniciones, el Señor Cardenal y algunos que le aconsejaron que son de los que no an de pelear an estado y están en que aya batalla en todo caso, y el Cardenal hablo oy all allmirante y conde de venavente y a otros caualleros en esta materia, de mana que les pareció que les tocavan algo en la honrra y enojáronse y ell almirante hablo algunas palabras con pasión
Carta de Hernando de la Vega al condestable, fechada el 1 de de diciembre de 1520.

## Ejércitos
Si bien no es posible conocer la cifra exacta de soldados para cada uno de los ejércitos —no hay que olvidar que todo el tiempo se agregaban contingentes—, sí se puede tener una idea de la relación de fuerzas basándonos en las cartas fechadas en los días anteriores a la batalla.
| Carta                                 | Fecha           | Ejército realista                                                                                | Ejército comunero                                                                                   |
| Del almirante de Castilla a Sevilla   | 28 de noviembre | 7000 infantes, 300 hombres de armas, 300 caballos ligeros, 400 jinetes y 20 piezas de artillería | 4000 infantes, 400-500 lanzas y 6 piezas de artillería.                                             |
| De los hermanos Vozmediano al rey     | 29 de noviembre | 8000 infantes y 2000 lanzas                                                                      | 4000 infantes y 400 lanzas, aunque esperaban refuerzos importantes.                                 |
| De Lope Hurtado al rey                | 29 de noviembre | 5000 infantes y 1600 lanzas                                                                      | 7000 infantes y 600 lanzas                                                                          |
| De Hernando de la Vega al condestable | 1 de diciembre  |                                                                                                  | Habla de 4 piezas gruesas de artillería, 2 cañones, 2 o más culebrinas y 6 o 7 piezas de falconete. |
| Del licenciado Vargas al rey          | 4 de diciembre  | 6500 infantes y 2200 lanzas                                                                      | 9000 infantes y 900 lanzas                                                                          |

### El ejército realista
Comandado por el conde de Haro, el ejército realista estaba formado principalmente por infantes reclutados a cargo de los nobles en tierras de señorío, sobre todo de Navarra, Galicia y Asturias, y de una parte de los veteranos de la expedición de Djerba. Obviamente, no se podía contar con las tropas de Antonio de Fonseca —licenciadas en agosto tras el incendio de Medina del Campo— ni con las milicias urbanas, ya sea porque estaban bajo control de los sublevados o porque había cierto rechazo a hacer pelear a las ciudades leales con sus hermanas. En un momento también se llegó a plantear la incorporación a las filas del rey de tres mil soldados alemanes mercenarios, aunque finalmente este plan no se concretó.
En cuanto a la artillería, fue obtenida de Navarra y Fuenterrabía, pero a costa de dejar desguarnecida la frontera francesa. A finales de noviembre fue puesta bajo la dirección del alcalde de Pamplona, Miguel de Herrera.

### El ejército comunero
El ejército comunero estaba formado principalmente por milicias urbanas aportadas por las ciudades más comprometidas con el movimiento: Valladolid (donde se movilizó a todos los varones de entre dieciocho y sesenta años), Toledo, Segovia etc. Junto a estas fuerzas que hacia noviembre se habían organizado y efectivizado con el pago de salarios, se encontraba también la otra parte de los veteranos de Djerba, los que habían aceptado unirse a Pedro Girón por medio del emisario Carlos Arellano, así como el curioso batallón de Antonio de Acuña, obispo de Zamora, compuesto por alrededor de 300 sacerdotes armados.
En cuanto a la artillería y el armamento en general, los rebeldes lo pudieron obtener fácilmente de Medina del Campo, Castilla y el País Vasco.

## La batalla

### Primeros movimientos de tropas

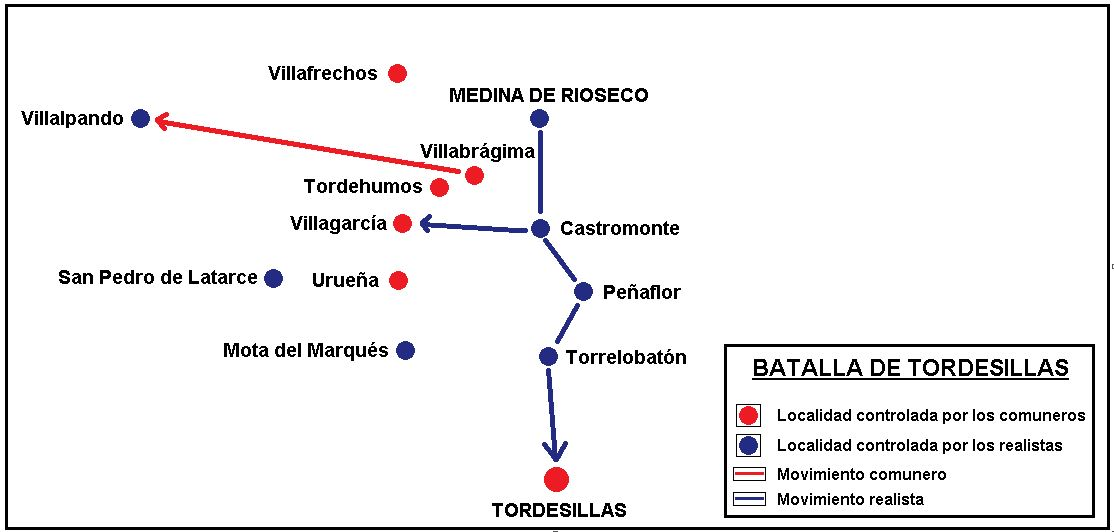
Mapa de la batalla de Tordesillas

La situación se mantuvo hasta el 2 de diciembre, cuando el ejército rebelde comenzó a abandonar sus posiciones en Villabrágima y tomó dirección a Villalpando, localidad del condestable que se rindió al día siguiente sin oponer resistencia. Al principio, los señores consideraron la posibilidad de liberar la villa desplazando sus tropas a Castroverde de Campos, pero finalmente decidieron apoderarse de Tordesillas, cuya ruta había quedado liberada gracias al desplazamiento de Girón hacia el oeste.
El día 4 el ejército de señores marchó en dirección a la ciudad ocupando casi sin resistencia las aldeas abandonadas por los comuneros. Tan solo hubo algunas escaramuzas en Villagarcía, pero Castromonte, Peñaflor y Torrelobatón cayeron sin dificultad.

### Caída de Tordesillas
El 5 de diciembre los primeros destacamentos alcanzaron Tordesillas a las diez de la mañana. Tres horas después el conde de Haro se presentó con el resto de los hombres y por medio de un rey de armas, dos trompetas y un secretario del almirante dirigió a la ciudad un ultimátum, que los comuneros pidieron un plazo para responder. Ante todo, intentaban que los realistas perdiesen tiempo mientras aguardaban la llegada de refuerzos. El conde insistió con un nuevo requerimiento pero como esta vez la respuesta fue negativa, a las tres y media de la tarde, tras un intenso fuego de artillería, dio la orden de iniciar el asalto. La guarnición de 80 lanzas y 400 infantes —algunos de los cuales eran los curas de Zamora— se defendió encarnizadamente con el medinense Luis de Quintanilla al frente. En varias ocasiones ciertos señores sugirieron incluso la idea de retirarse («alzar el combate»), pero finalmente no hubo precisión de llegar a este punto.
Luego de una hora de enfrentamiento incierto, un peón de Gómez de Santillán, según unos, o el artillero Miguel de Herrera, según otros, logró abrir un portillo en la muralla y los atacantes pudieron ingresar a la ciudad, aunque entonces los comuneros impidieron su avance incendiando las casas aledañas. También se divisó fuego en la otra parte del Duero:

Dende a gran rato, parecieron unos fuegos de la otra parte del rrio, y como alli no podíamos tener aviso de lo que hera pensábamos que era gente de la junta porque en el lugar nunca cesaban de rrepicar y hazer ausnadas.
Carta del conde de Haro al condestable, fechada el 5 de diciembre de 1520.

Fue recién al atardecer cuando los asaltantes se adentraron definitivamente en Tordesillas; primero los soldados del conde de Benavente, luego los del conde de Alba de Liste y después le siguieron los de Astorga y de Haro. Ni aun así cesó la resistencia, pues los realistas debieron pelear en las calles cuerpo a cuerpo con los defensores, en medio del repique de campanas y el resplandor de los incendios. El capitán Suero del Águila, por su parte, acudió rápidamente desde Alaejos con 100 lanzas, pero el ejército del enemigo era demasiado superior como para hacerle frente efectivamente sin las fuerzas de Pedro Girón. Finalmente fue hecho prisionero junto con el coronel Gonzalo Palomino. Por entonces también se hizo una nueva brecha en la muralla para permitir la entrada de la artillería y la infantería. 
Hacia las ocho de la noche los últimos núcleos de resistencia cedieron y la soldadesca se entregó al pillaje, del que solamente se salvaron las iglesias, los conventos y la residencia de la reina Juana. Hasta la montura de la infanta Catalina de Austria fue robada. Claro que los nobles se disgustaron por esta conducta, pero afirmaron que no habían podido controlar a sus hombres. El conde de Benavente  fue más lejos y además de castigar a algunos soldados prometió indemnizaciones para los vecinos de Tordesillas, aunque eso sí, a expensas del Estado.
Si nos basamos en las afirmaciones del secretario real Lope Hurtado, el bando realista sufrió tan solo cincuenta bajas, entre muertos y heridos. Esta cifra podría ser objeto de revisión por resultar demasiado pequeña para las características de la lucha antes descritas, más todavía teniendo en cuenta que los testigos refieren que el combate duró aproximadamente seis horas. Consta también que el conde de Benavente recibió una saetada en el brazo, su hijo en la pierna y Luis de la Cueva otra en el rostro.
El mismo día de la batalla, el 5 de diciembre, el almirante y el conde de Benavente remitieron un informe a Carlos I, dándole a conocer pormenorizadamente las personalidades que habían participado en la batalla, entre ellas: los condes de Haro, de Benavente, de Alba de Liste, de Luna, de Miranda, los marqueses de Astorga y los de Denia, Diego de Rojas, Juan Manrique ―hijo del duque de Nájera―, Beltrán de la Cueva ―hijo primogénito del marqués de Aguilar―, Pedro Osorio, Pedro de Bazán, Juan de Ulloa, Francisco Enríquez, el adelantado de Castilla, ―hermano del almirante―, Diego Osorio, Luis de la Cueva, etc.

## La cuestión de Girón
Existe cierta controversia entre los historiadores a la hora de determinar si con su movimiento desde Villabrágima hacia Villalpando el capitán del ejército comunero, Pedro Girón, pretendió traicionar la causa rebelde o simplemente desconoció el error a la hora de cometerlo.
El cronista Pedro de Alcocer cree que efectivamente Girón traicionó a los comuneros:

Él [Girón] escribió a el condestable, su tío, y a el almirante que le ganasen perdón del rey y que le entregaría a Tordesillas y a la reina.
Pedro de Alcocer, Relación de algunas cosas...

Pedro Mejía también considera probable esta teoría pero prefiere no lanzar una afirmación categórica al respecto:

Cosa [traición de Girón] que no sé muy cierto no oso afirmarla aunque no faltaron yndicios para creerla.
Pedro Mejía, Relación de las Comunidades de Castilla.

El obispo e historiador Prudencio de Sandoval, por su parte, ofrece dos explicaciones al problema. La primera refiere que Antonio de Acuña —el célebre obispo zamorano— y Girón estaban cenado juntos con el almirante y el conde de Benavente en Villabrágima cuando entonces estos dos señores fingieron pasarse al bando de la Junta, impulsando de ese modo a los jefes comuneros a dirigirse contra el condestable y atacar Villalpando. Esto resulta más que inverosímil, a juzgar porque parece casi imposible que Acuña y Girón llevasen su ingenuidad a tal extremo. La segunda hipótesis, naturalmente, es la traición. De hecho, el cronista se sorprende que Acuña —que no integraba el complot— hubiese asentido la maniobra militar de su colega:

Y don Pedro Girón se aposentó en las casas del condestable, su tío. Todo dicen fue sobre acuerdo y trato doble, y échase bien de ver, porque dejaban al enemigo libre, y en Villalpando no había qué hacer. De don Pedro Girón se podía temer el trato, porque los grandes sus parientes tiraban mucho de él, como se verá presto. Lo que espanta es que el obispo de Zamora (que en el trato no fue), no diese en ello, antes estuvo siempre tan negro de entero y duro, que le costó la vida, perdiéndola miserablemente amarrado a un palo.
Prudencio de Sandoval, Historia de la vida y hechos del Emperador Carlos V.

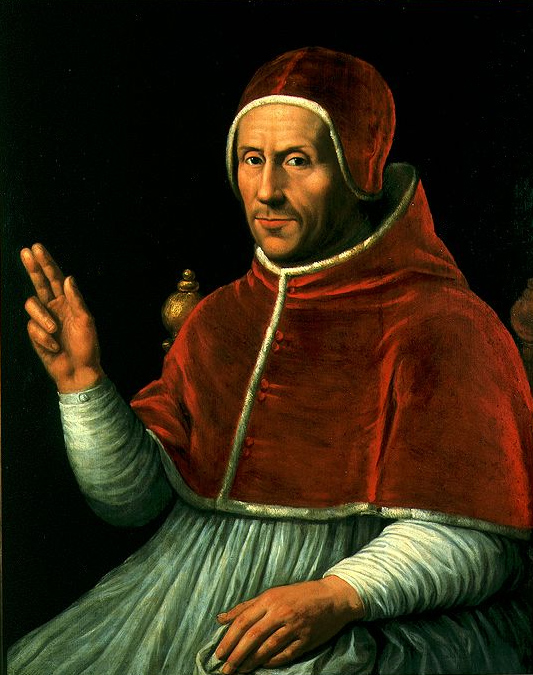
Retrato de Adriano de Utrecht, gracias a quien el 5 de diciembre los nobles se decidieron de una vez por todas a atacar Tordesillas.

Pero el nombre más citado en estos debates es sin lugar a dudas el de Antonio de Guevara. En su denominado razonamiento de Villabrágima afirma haber convencido él mismo a Pedro Girón de abandonar el movimiento rebelde. El capitán de los comuneros, turbado ante la instransigencia de sus colegas, habría entonces aceptado la propuesta de su interlocutor y acordado dirigirse hacia Villalpando, para que los señores pudiesen apoderarse de Tordesillas sin problemas. Existen muchas dudas acerca de la autenticidad del famoso razonamiento pero, por lo demás, tampoco hay pruebas sólidas para afirmar que los contactos de Girón con el enemigo hubiesen prosperado y desembocado en el acuerdo al que el cronista hace referencia. Además, hay que tener en cuenta que Girón, luego de la batalla, no se pasó al bando realista. Por el contrario, se avino a presentarse en Valladolid, nueva capital del movimiento, para continuar la lucha; una actitud que difícilmente encajaría con la de un traidor. Y si finalmente renunció a su cargo el 15 de diciembre, no lo hizo porque las personalidades del bando comunero desconfiasen de él, sino por encontrarse abrumado ante los rumores que corrían entre la soldadesca. Tras este episodio los virreyes le hicieron numerosas proposiciones, pero él las declinó, lo que también viene a significar que su colaboración con los señores no estaba acordada de antemano.
En 1977 el hispanista Joseph Pérez ofreció una explicación distinta a la de los cronistas. Según él, tanto Girón como el comité de la Junta que lo acompañaba movieron sus tropas a Villalpando porque confiaron en que los señores no se decidirían a abandonar Medina de Rioseco. Y es más, una vez concretada la maniobra los responsables militares del ejército realista siguieron dudando de la conducta a seguir, si recuperar el feudo del condestable o atacar Tordesillas. Si finalmente se decantaron a esta última opción, no fue porque les resultaba la más interesante sino porque las exhortaciones del cardenal Adriano, ante una situación tan favorable, impedían de facto cualquier otro movimiento.
Por lo demás, Pedro Girón no fue el único acusado de traición. Los medinenses también profirieron amenazas contra quien dirigía la guarnición defensiva de Tordesillas, el comendador Luis de Quintanilla.

## Consecuencias
La toma de Tordesillas por los realistas tuvo importantes consecuencias a nivel político y militar, pero de ninguna manera acabó con la insurrección. De hecho, todos los testimonios coetanos coinciden, para sorpresa del poder real, en que la derrota sirvió para enardecer aún más a los rebeldes, los cuales pasaron a denunciar con indignación la conducta de la nobleza y algunos de ellos, los más radicales, a mostrar cierta disposición a invadir sus feudos.
Los realistas, por otra parte, no explotaron la victoria de Tordesillas sino que siguieron la misma conducta de finales de noviembre, es decir, rehusaron tomar la iniciativa en el plano militar. No hay que olvidar tampoco que los nobles dificultaban la lucha anteponiendo sus propios intereses a los del rey y el Estado.

### Comuneros
Políticas
Con la derrota de Tordesillas los comuneros perdieron la posibilidad de legitimar sus reivindicaciones amparándose en la autoridad de la reina. Además, debilitó numéricamente a la Santa Junta, pues Soria y Guadalajara no volvieron a enviar representantes y trece diputados fueron hechos prisioneros durante la batalla:
- Antonio de Quiñones y Juan de Benavente, procuradores de León.
- El comendador Almaraz y Pero Sánchez, procuradores de Salamanca.
- Juan de Solier, procurador de Segovia.
- Diego del Esquivel, procurador de Guadalajara.
- Pedro de Sotomayor, procurador de Madrid.
- El doctor Cabeza de Vaca, procurador de Murcia.
- Diego de Montoya, procurador de Toledo.
- Gómez de Ávila, procurador de Ávila.
- Pedro Merino, procurador de Toro.
- El licenciado Santiago, procurador de Soria.
- El doctor Zúñiga, procurador de Salamanca.

Cuando el 15 de diciembre la Junta reanudó sus sesiones en Valladolid —nueva capital del movimiento— solo diez ciudades se hallaban representadas en ella: Toledo, León, Murcia, Salamanca, Toro, Segovia, Cuenca, Ávila, Zamora y Valladolid, aunque días más tarde se sumaron los de Madrid. 
Militares
Con la toma de Tordesillas el ejército comunero perdió sus jefes. Girón había renunciado y Antonio de Acuña no tardó en retirarse a Toro. Las deserciones se volvieron además muy frecuentes. Así, a comienzos de enero de 1521 la Junta solo tenía bajo sus órdenes 3000 infantes y 400 lanzas, esto es, la mitad de lo que tenía en noviembre.
Cierto es también que el 2 de enero de 1521 la Junta aprobó la recuperación de Tordesillas, pero la reconquista de la villa vallisoletana quedó en simple letra muerta. En febrero, incluso Juan de Padilla, quien había defendido este plan en todo momento, reconoció que un destacamento realista en Simancas hacían muy problemática la operación.

### Realistas
Militares
Después de la batalla de Tordesillas el 5 de diciembre, los nobles no quisieron o no supieron explotar la victoria. Lo más conveniente hubiese sido marchar sobre Valladolid, pero en lugar de eso, simplemente colocaron guarniciones en lugares estratégicos: Simancas, Torrelobatón, Castromonte etc. Seguidamente —y en esto influyó además la precariedad financiera de los gobernadores—, licenciaron la mayor parte de las tropas y los señores regresaron todos a sus propiedades.
Políticas
En el plano político, el bando real tampoco presentaba la cohesión necesaria para luchar contra los rebeldes. 
Junto al almirante, que no ocultaba su odio hacia el Consejo Real, se agruparon los partidarios de una solución negociada al conflicto; los defensores de la mano dura, por otro parte, se concentraron del lado del condestable. Y desde una tercera posición, el cardenal Adriano se dedicó a criticar a los nobles por actuar conforme a sus intereses partículares y olvidar los del rey. Como señala Joseph Pérez, este factor fue crucial para que en diciembre y enero la mayoría de los señores, sin aprovechar las posibilidades que abría la victoria de Tordesillas, sencillamente se desentendieran de la lucha a fondo contra los comuneros:

Los señores no deseaban combatir porque temían la posibilidad de represalias contra sus feudos. He aquí la explicación de que el ejército realista se contentara con ocupar algunas posiciones estratégicas en lugar de intentar dar el golpe de gracia a la rebelión.
Joseph Pérez, La revolución de las Comunidades de Castilla.

Y la cuestión financiera, por su parte, era siempre precaria para los realistas:

La gran penuria de fondos de los realistas después de la batalla de Tordesillas, determinó la orientación conservadora de la estrategia que adoptaron a lo largo de los meses siguientes. Sencillamente, no había dinero suficiente para mantener una gran fuerza de choque, ni siquiera lo había para pagar a las tropas los atrasos que se les debían.
Stephen Haliczer, Los Comuneros de Castilla: la forja de una revolución, 1475-1521

### Obras modernas
- Pérez, Joseph (1977). La revolución de las Comunidades de Castilla (1520-1521). Siglo XXI de España Editores. ISBN 9788432302855.

- Danvila y Collado, Manuel (1897-1900). Historia crítica y documentada de las Comunidades de Castilla. Colección de documentos, opúsculos, y antigüedades que publica la Real Academia de Historia; 35-40. 6 volúmenes. Madrid: Memorial Histórico Español.

- Álvarez García, Carlos (1986). «La revolución de las Comunidades de Castilla en Medina del Campo». Historia de Medina del Campo y su tierra 1: 471-576.

- Haliczer, Sthepen (1981). Los Comuneros de Castilla: la forja de una revolución, 1475-1521. Universidad. ISBN 9788486192976.

### Crónicas
- Sandoval, Prudencio de (1681). Historia de la vida y hechos del emperador Carlos V. Impreso por Geronymo Verdussen.

- Alcocer, Pedro de (1872). Relación de algunas cosas que pasaron en estos reinos desde que murió la reina católica Doña  Isabel, hasta que se acabaron las comunidades en la ciudad de Toledo. Imprenta y Librería Española y Extranjera de D. Rafael Tarascó.

- Mejía, Pedro (1985). Relación de las Comunidades de Castilla. Industrias Gráficas M. Pareja Montaña. ISBN 8486335043. Archivado desde el original el 3 de febrero de 2012. Consultado el 28 de febrero de 2018.

### Publicaciones
- Pérez, Joseph (1965). «Le razonamiento de Villabrágima». Bulletin Hispanique 67: 217-224.

- Datos: Q28109023
- Multimedia: Battle of Tordesillas / Q28109023